# 高機動車
高機動車是一種日本陸上自衛隊軍用車輛，由豐田汽車研發、再由日野汽車製造；可以搭載一個班10名步兵還能牽引小型火炮，暱稱「疾風」或是「高機」、「日本悍馬」。最初是配合73式中型卡車而研發，1993年導入生產。

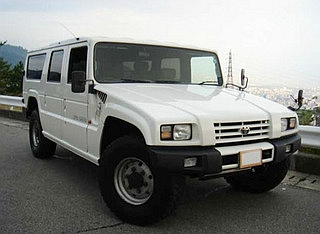
民用型Toyota Mega Cruiser

## 特徵
具有人員搬運和貨物搬運多種改裝可能性像悍馬或吉普車一樣，許多乘員評價不錯，陸自開發完成後投入使用，航空自衛隊和民間也都有使用。
像非裝甲車輛一樣主流採用多層次玻璃纖維真空成型車身，內部有一層防彈貼裝可防小型武器和彈片，實際使用時也可外掛裝甲。車身無內建武裝但是有槍架，通常普通科士兵會裝備FN Minimi輕機槍。
引擎採直列四缸配上冷熱氣自動調節機，電子控制式Toyota 15B-FTE柴油引擎；無段式電子限滑差速器、4WD、3次減速裝置。四輪都是雙A臂懸吊系統，每個輪胎可互換，後輪有油壓式4WS；由於大量採用商用車技術一般路面行駛無礙，採用Run flat輪胎即使中彈還能行駛，懸吊高度由氣壓控制有高越野性能
此外由於該車使用裝置了油壓控制的四輪轉向系統，使得這部車的迴轉半徑僅5.6m。目前生產的底盤和73式中型卡車幾乎可以共用。

## 自衛隊使用情況
救災時多和73式卡車一起使用，初期為了節省成本而沒有可調式座椅和CD音響，後來都升級加裝。當作120mm重型迫擊砲牽引車時，後部座椅可以改成彈藥放置處，自衛隊稱為「重迫牽引車」。
車牌上高機都由06-nnnn開始編號，重迫牽引車則是50-nnnn編號，各師團的通信大隊或是普通科連隊、特科連隊的通信小隊等通信用車都從06-6xxx編號。
37×12.50R17.5-8PR LT輪胎可以夏季冬季通用，由普利司通供應，而不像三菱73式吉普車輪胎由橫濱橡膠公司供應，雪胎則是普利司通訂作的W965及W945雪胎。

## 延生型
- 93式短程對空飛彈車（SAM-3）、91式肩射地對空飛彈車（SAM-2）
- 96式多用途飛彈系統車：發射車、指揮車
- 03式中程對空飛彈：無線電車、中繼車、射擊控制車
- 低空雷達車JTPS-P18
- 煙霧散佈車
- 民間用商業販售版:TOYOTA MEGA CRUISER(已經終止生產)

## 出現在影視中
- 機動警察電影版2
- 機動警察13號廢棄物
- 戰國自衛隊1549
- 戰國自衛隊 關原合戰
- 太陽默示錄
- 哥斯拉
- 卡美拉
- 軟軟戰車
- 机动战士GUNDAM SEED C.E.73 STARGAZER
- 天翔少女第九話追擊隊中的第31普通科連隊
- 奇幻自衛隊

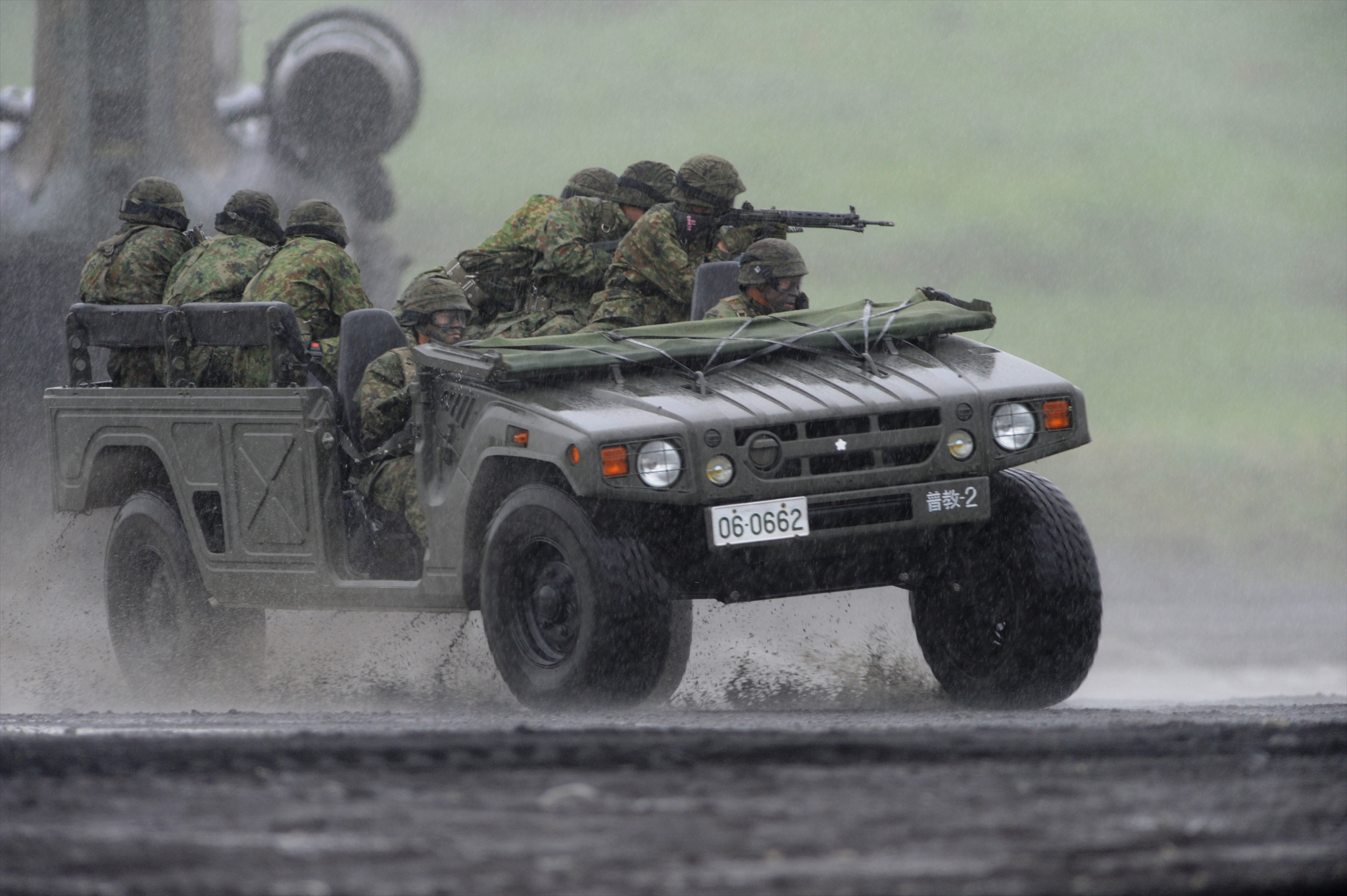
10人乘坐狀態
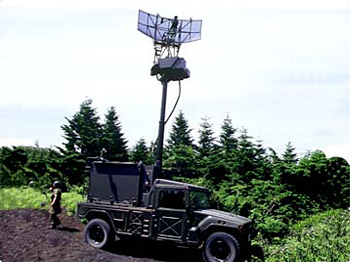
雷達車型
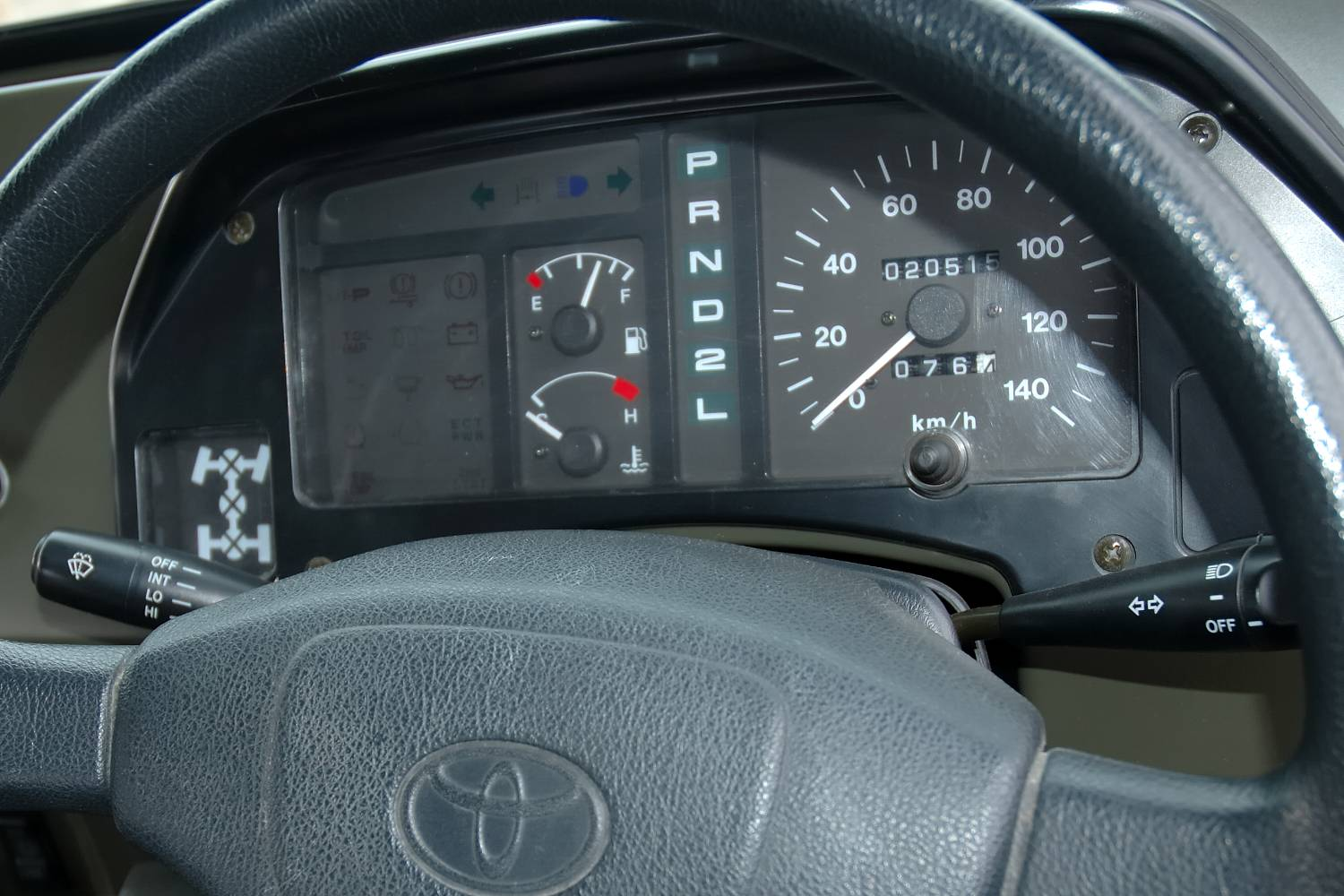
防塵儀表版
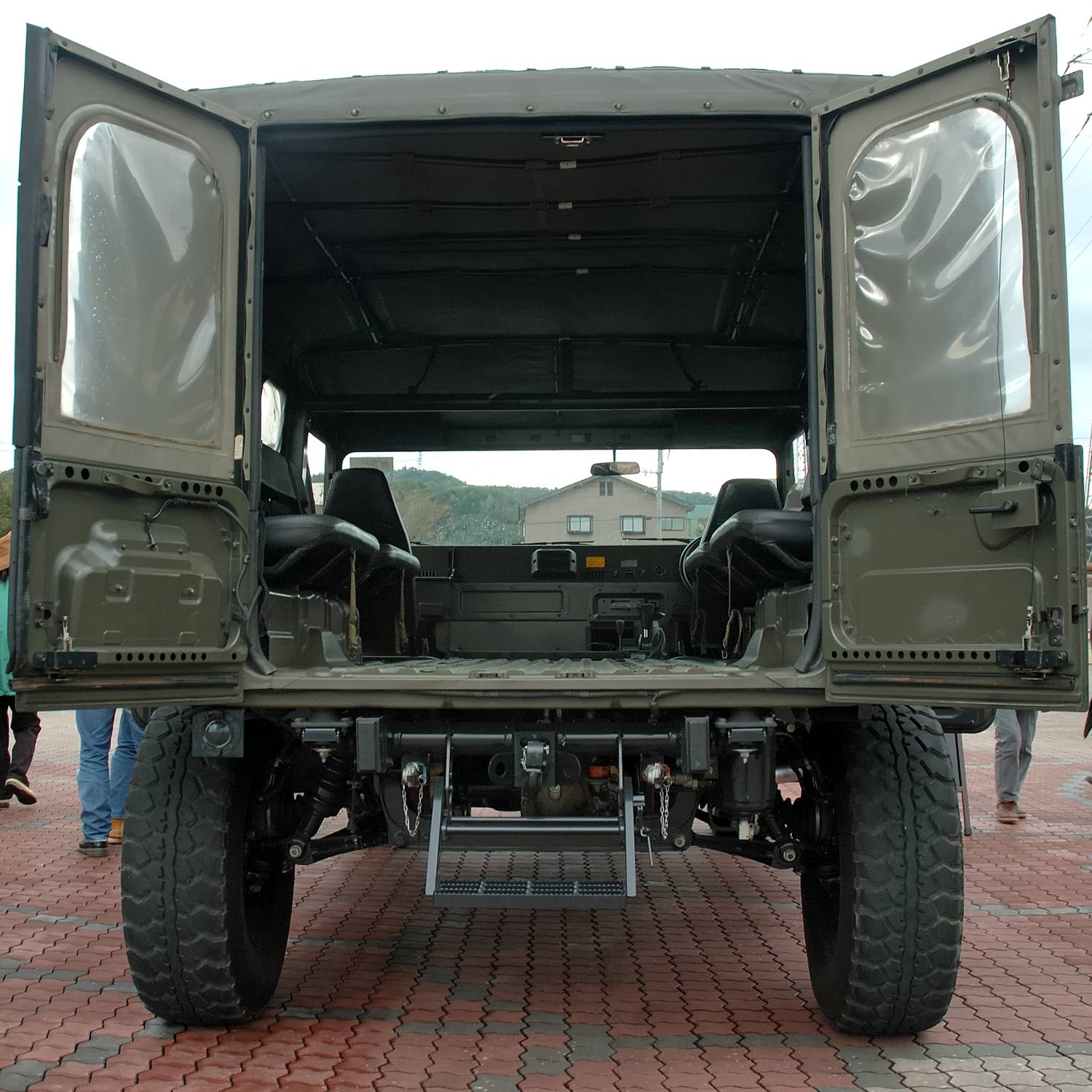
後門
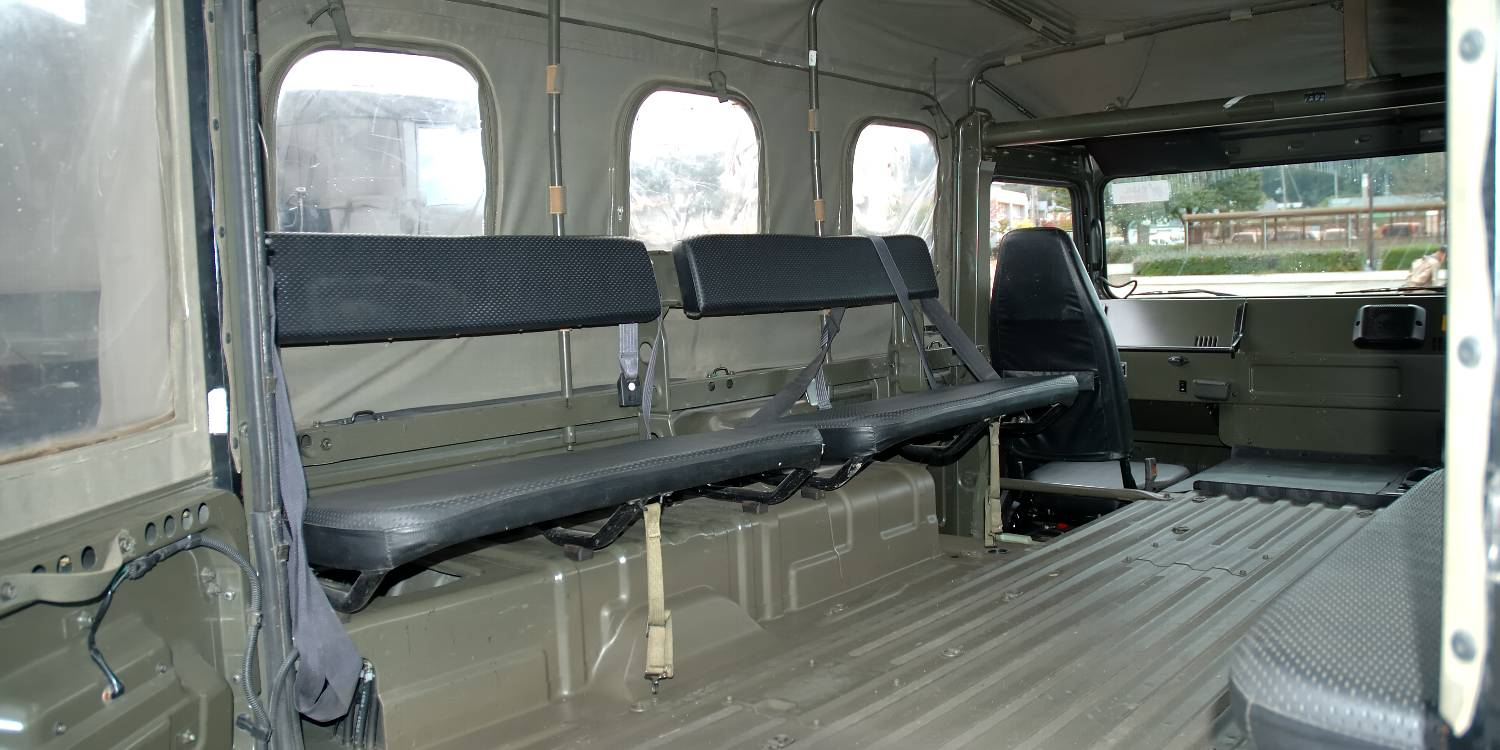
車內
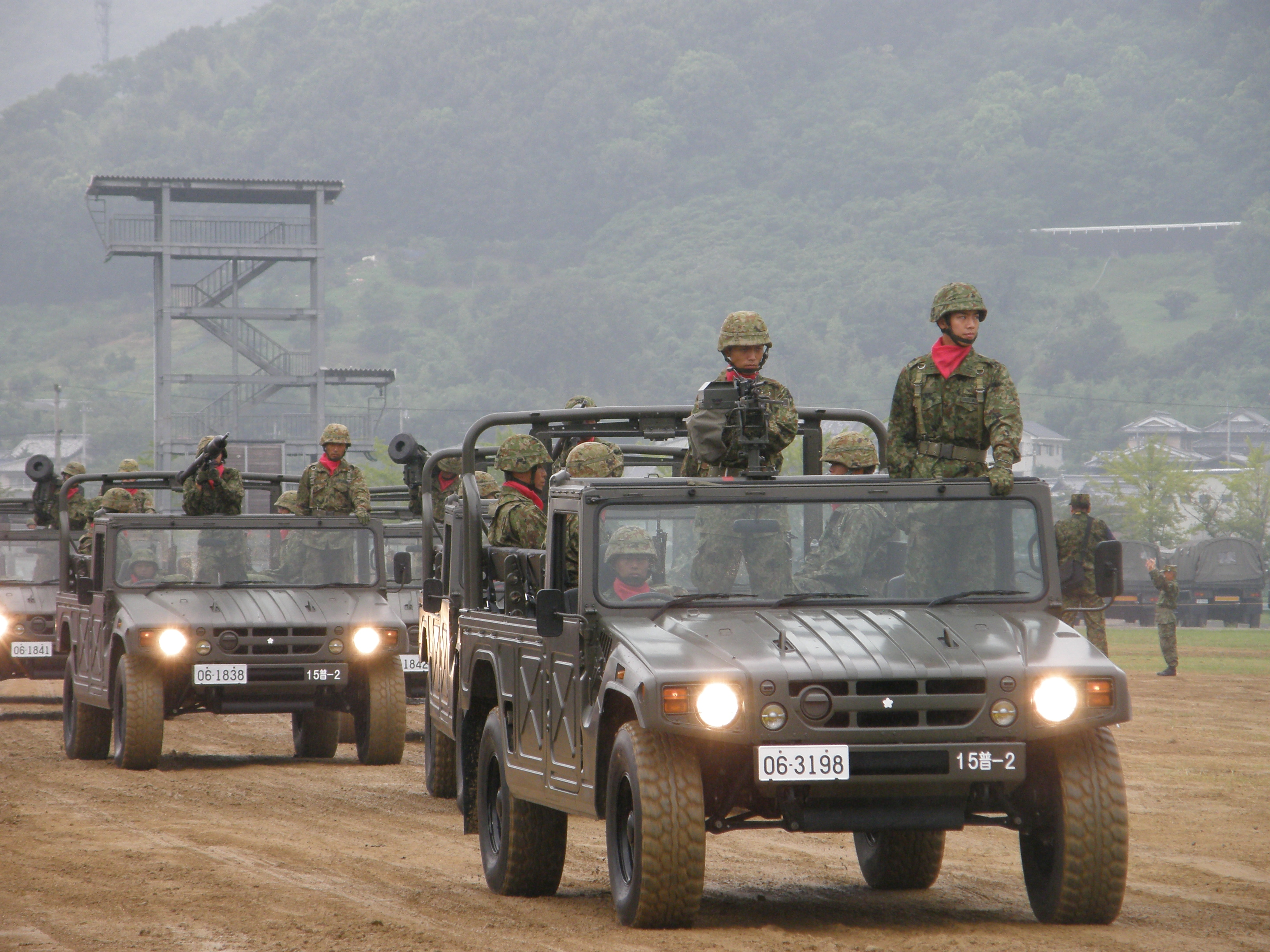
第15普通科連隊車
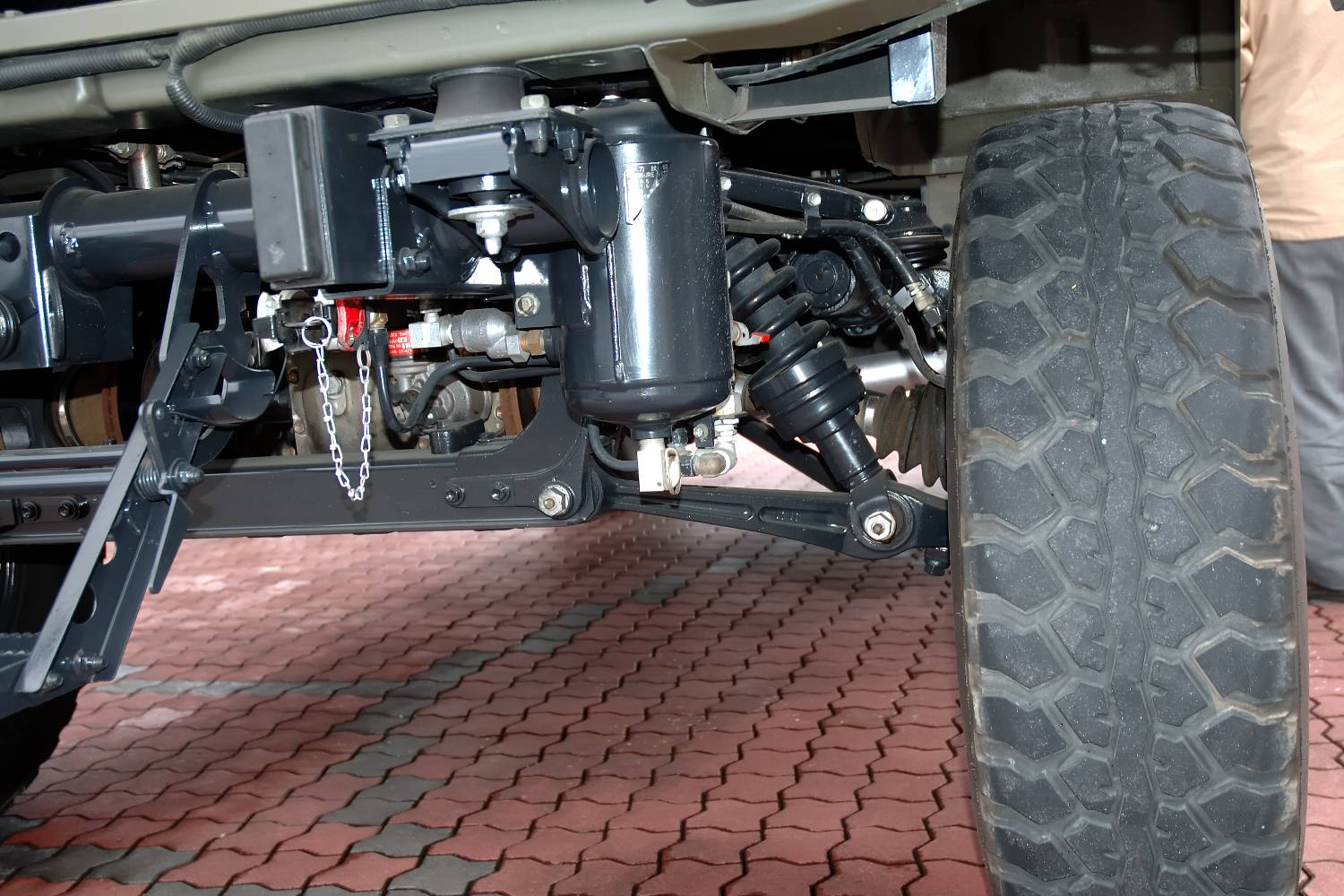
懸吊 筒狀物是氣壓型車身高低控制裝置
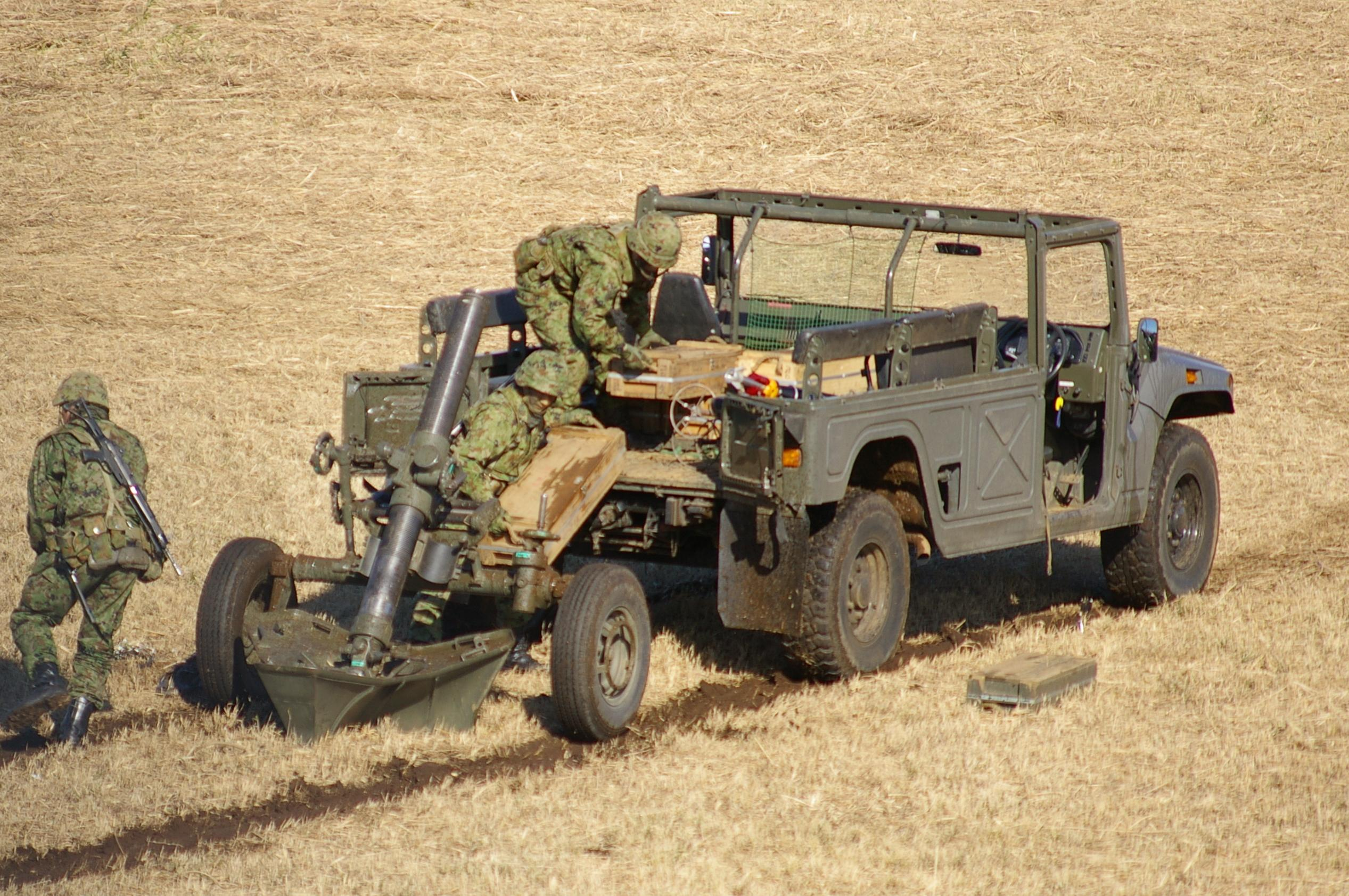
M327 120毫米迫擊炮（英语：Mortier 120mm Rayé Tracté Modèle F1）牽引車型
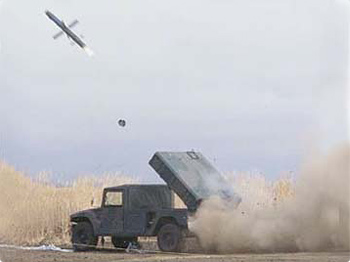
96式多用途導彈系統（MPMS）車型
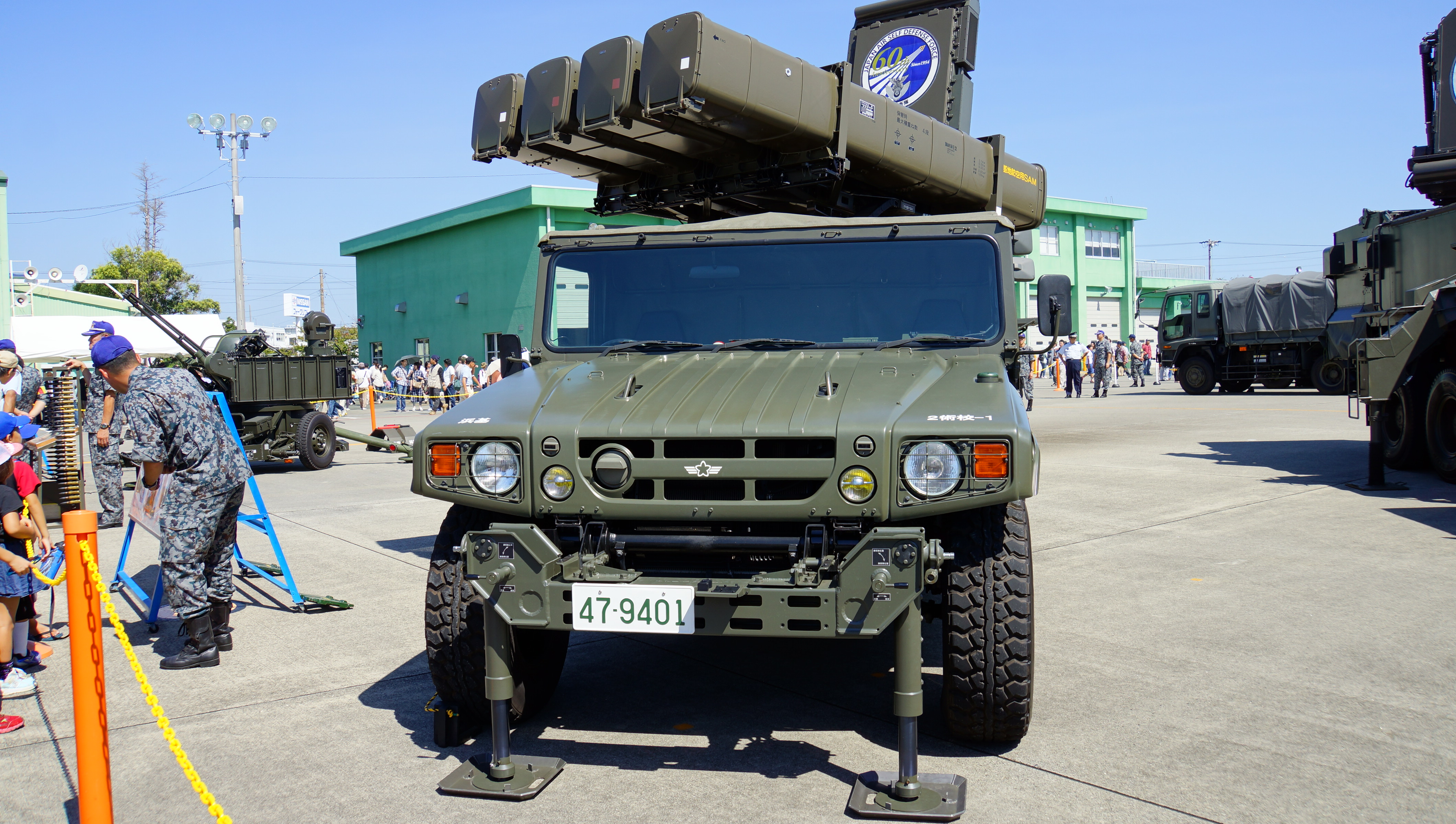
11式短程地對空飛彈系統車型
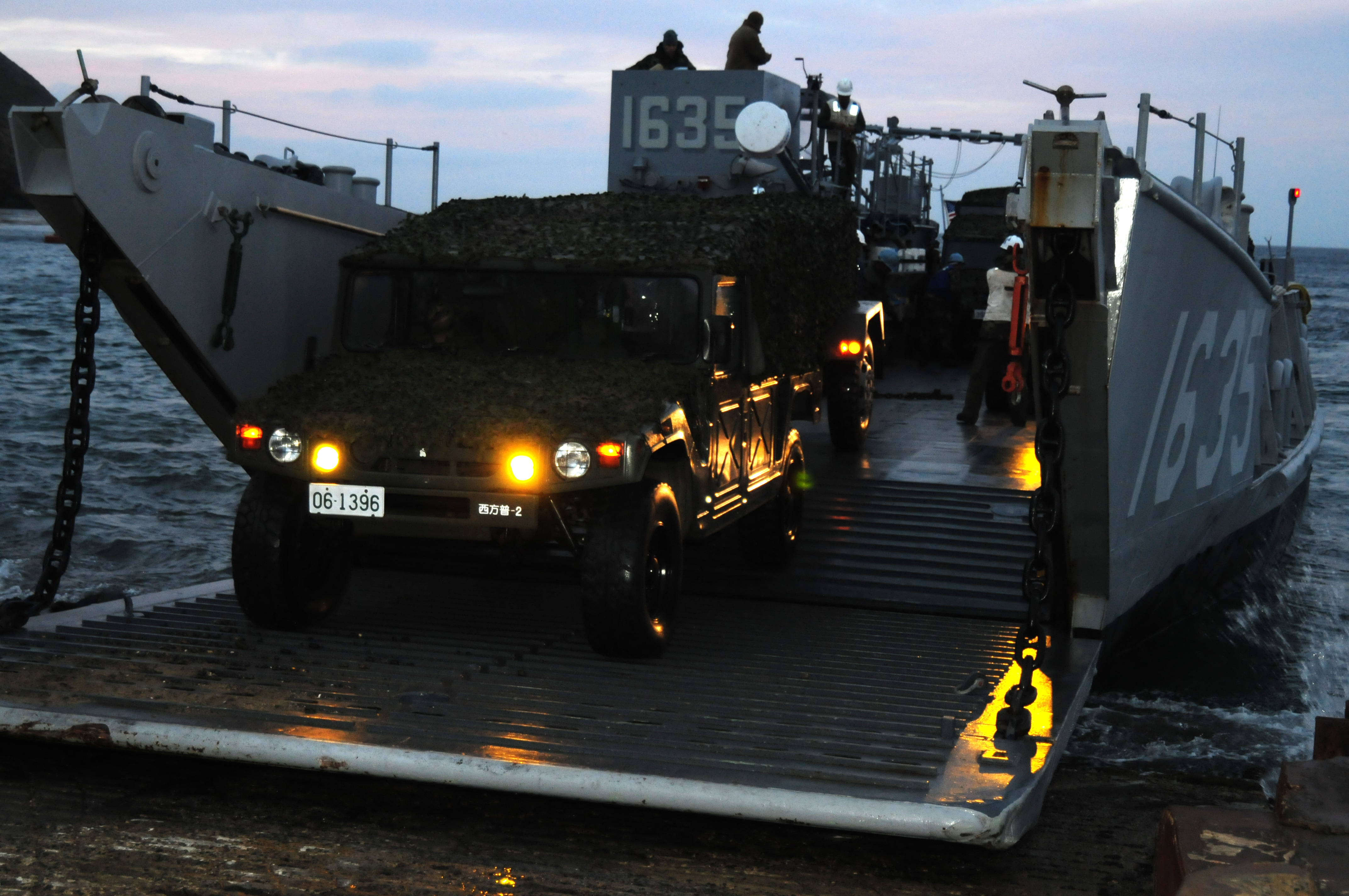
放下於LCU通用登陸艇（英语：Landing_Craft_Utility）
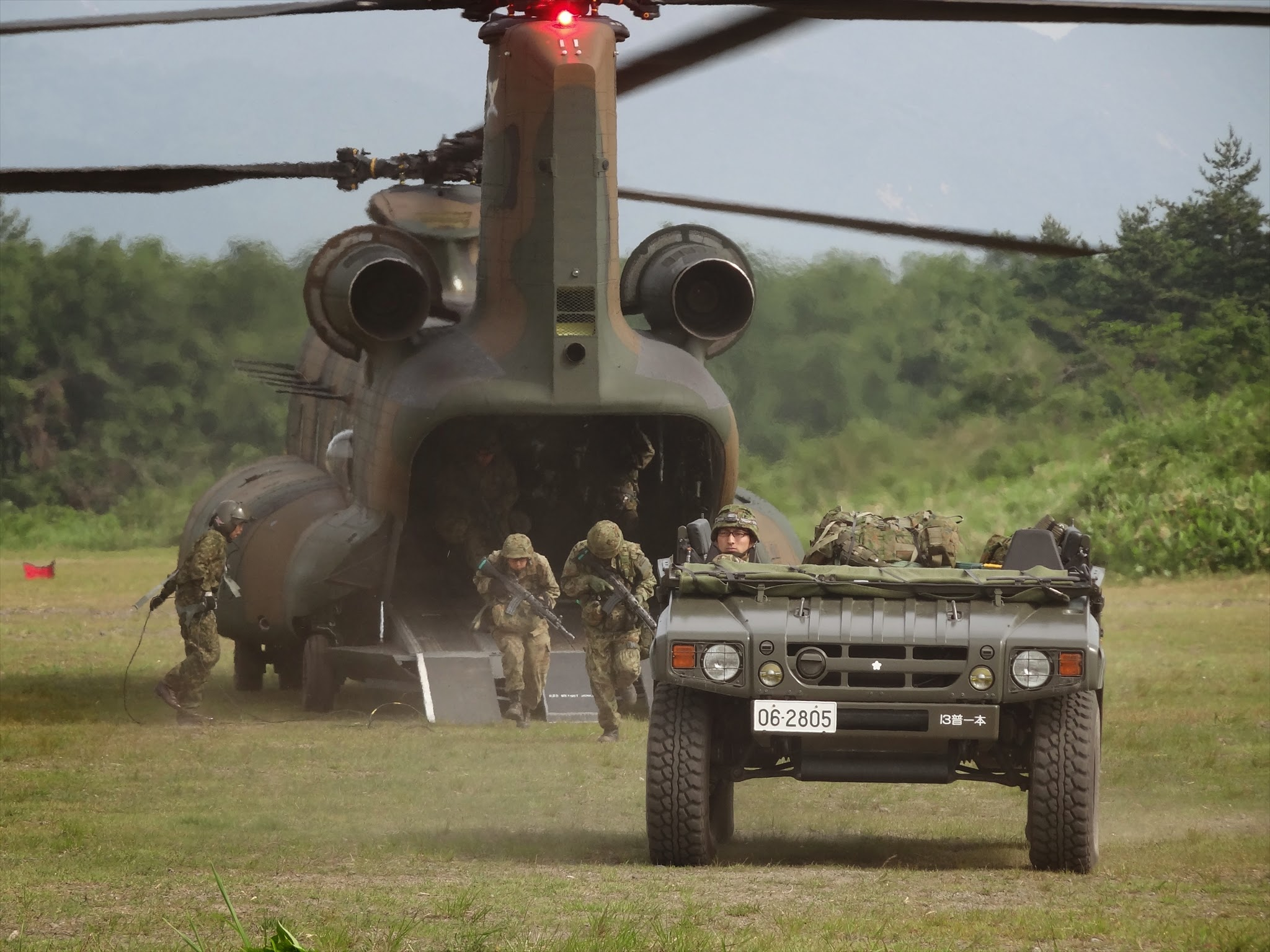
CH-47 契努克直升機空運輕裝狀態
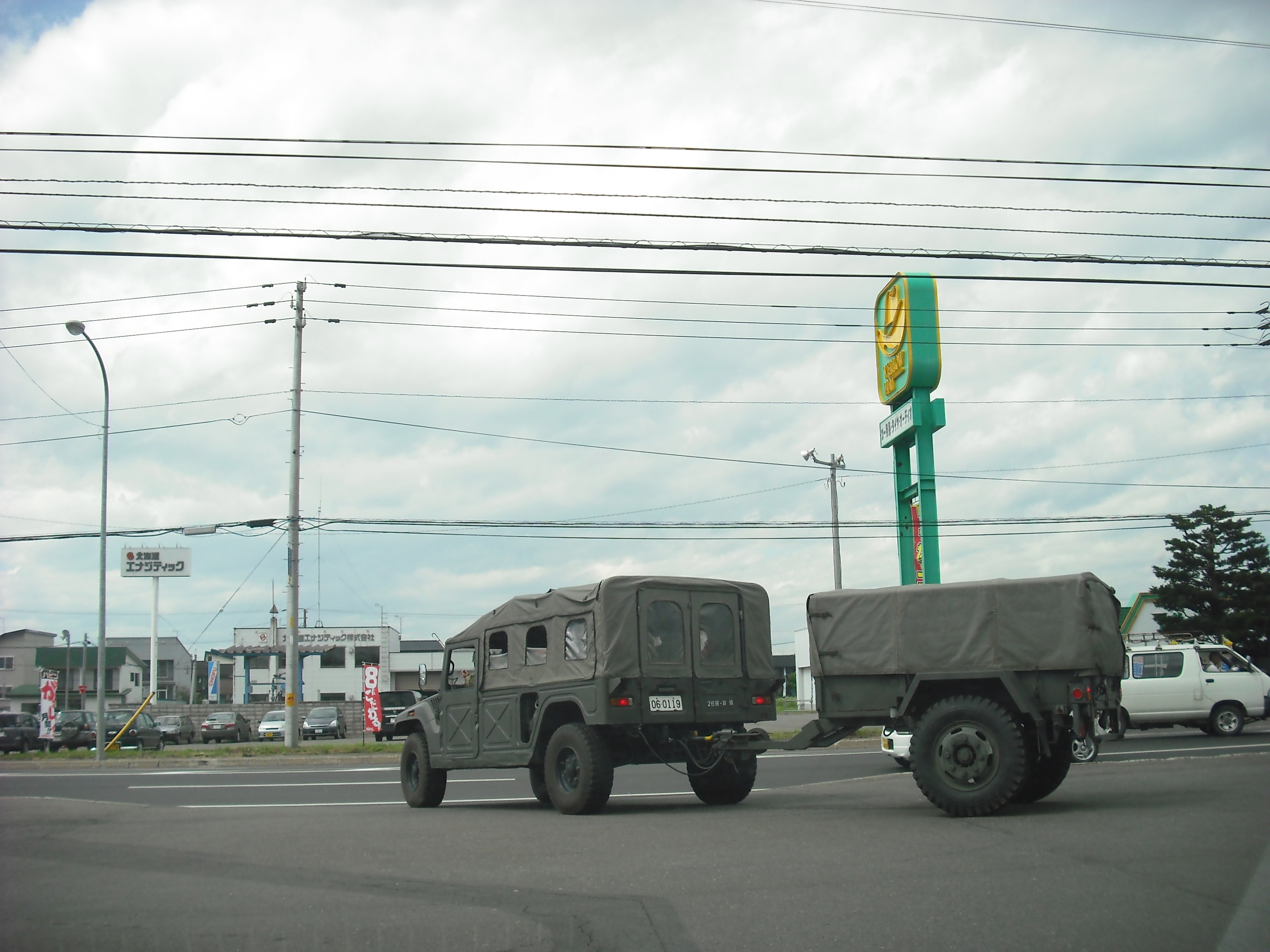
1噸貨箱牽引